# Das Mädel von nebenan
Das Mädel von nebenan ist ein deutsches Stummfilmlustspiel von Otto Rippert mit Hella Moja in der Titelrolle.

## Handlung
Das Mädel von nebenan, das ist die junge Komtess Hella, eine übersprudelnde, lebensfrohe junge Dame, die in ländlicher Umgebung augenblicklich die ihr anerzogene Etikette abstreift – nicht unbedingt zur Freude ihrer Eltern. Um dem Fräulein Tochter die Flausen auszutreiben, hat ihr Vater bereits einen standesgemäßen jungen Mann für sie ausgeguckt. Jenen Jungfürst lernt sie in der Verkleidung eines feschen Bauernburschen kennen und verliebt sich in den unkonventionellen jungen Mann, der ebenso ungezwungen und lebhaft wie sie erscheint. Dieser Gegensatz steifes Hofzeremoniell versus ungezwungener Landlust gibt Anlass zu allerlei heiteren Begebenheiten, bis sich das junge Glück final findet und man sich in die Arme sinkt.

## Produktionsnotizen
Das Mädel von nebenan wurde am 28. Juni 1917 der Presse vorgeführt, Kinostart war am 6. Juli 1917 im Marmorhaus. Der Film besaß eine Länge von 1197 Metern, verteilt auf vier Akte.

## Kritik
„Die Regie dieses Films ist ausgezeichnet, die Handlung fein ersonnen und die Darstellung ausgezeichnet.“